# Paul Raymond (imprenditore)
Paul Raymond, pseudonimo di Geoffrey Anthony Quinn (Liverpool, 15 novembre 1925 – Londra, 2 marzo 2008), è stato un imprenditore e editore inglese.
Soprannominato il "Re di Soho", divenne famoso aprendo nel quartiere londinese di Soho il primo strip club inglese, il Raymond Revuebar. Fece la sua fortuna soprattutto con le riviste per soli uomini. In Tribunale dovette affrontare diverse volte l'accusa di aver portato la società inglese verso la perversione.
Alla sua morte, il magnate ha lasciato alle nipoti 650 milioni di sterline. 